# Handa’s Surprise
Handa’s Surprise ist ein Bilderbuch der britischen Kinderbuchautorin und Illustratorin Eileen Browne, das im Jahr 1994 bei Walker Books erschienen ist.

## Inhalt
Das kleine afrikanische Mädchen Handa beschließt, ihre Freundin Akeyo mit einem Obstkorb zu überraschen. Handa setzt sich den Korb auf ihren Kopf und macht sich auf den Weg zu Akeyos Dorf. Während ihres Fußmarsches überlegt sie, welche der sieben Früchte – eine Banane, eine Guave, eine Orange, eine Avocado, eine Mango, eine Passionsfrucht und eine Ananas – Akeyo wohl am besten schmecken würde. Ohne dies beim Gehen zu bemerken, werden Handa sämtliche Früchte hintereinander von verschiedenen Tieren aus dem Korb stibitzt, bis dieser schließlich völlig leer ist. Genau als Handa kurz vor dem Dorf an einem Mandarinenbaum vorbeigeht, stößt eine Ziege, die sich losgerissen hat, mit ihren Hörnern gegen den Mandarinenbaum, so dass die reifen Früchte herunterfallen und viele davon in Handas Korb landen. Akeyo freut sich über das Geschenk, denn ihre Lieblingsfrüchte sind Mandarinen – zur großen Überraschung von Handa!

## Hintergrund
Eileen Browne hatte als Lehrerin gearbeitet und wollte Kinderbücher schreiben, die starke weibliche Charaktere mit unterschiedlichem kulturellen Background behandeln, weil es ihrer Ansicht nach von solcher Literatur zu wenige Bücher gab.

## Rezeption
Helen Jones schreibt in ihrer Rezension: „Es ist eine einfache Geschichte, einfach erzählt, aber junge Leser werden den Witz und die warmen und lebendigen Illustrationen genießen. Sie werden viel von der Geschichte lernen – die Namen verschiedener exotischer Früchte und Tiere sowie das Zählen. Es wird ihnen auch Spaß machen, die Tiere aufzuspüren, die sich teilweise in den Bäumen und im langen Gras versteckt haben.“ Marion Meiers hält in ihrem Artikel in Practically Primary über Handa's Surprise fest: „Ein Großteil der Bedeutung dieser Geschichte wird durch die Illustrationen und nicht durch den Text vermittelt. Die Tiere, die Handas Früchte stehlen, werden im geschriebenen Text nicht erwähnt, ebenso wenig wie der Wendepunkt in der Geschichte, als die Ziege gegen den Baum stößt und die Mandarinen in Handas leerem Korb landen. Das Ende ist tatsächlich eine Überraschung: Handa und Akeyo sind beide sehr überrascht, die Mandarinen zu sehen, allerdings aus unterschiedlichen Gründen.“

## Referenzen
Das Bilderbuch Handa’s Surprise ist in dem literarischen Nachschlagewerk 1001 Kinder- und Jugendbücher – Lies uns, bevor Du erwachsen bist! für die Altersstufe 0–3 Jahre enthalten.

## Ausgaben
- Handa’s Surprise. Walker Books, UK 1994 (englisch).